# Ulrich Wagner (Kunstschmied)
Ulrich Wagner († 1485 in Freiburg i.Üe.) war ein schweizerischer Uhrmacher und Kunstschlosser. Ursprünglich aus München stammend, erhielt er am 1. April 1465 das Bürgerrecht der Stadt Freiburg im Üechtland. Von 1468 bis 1485 war er auch Mitglied des Freiburger Rats der Zweihundert.

## Leben und Werk

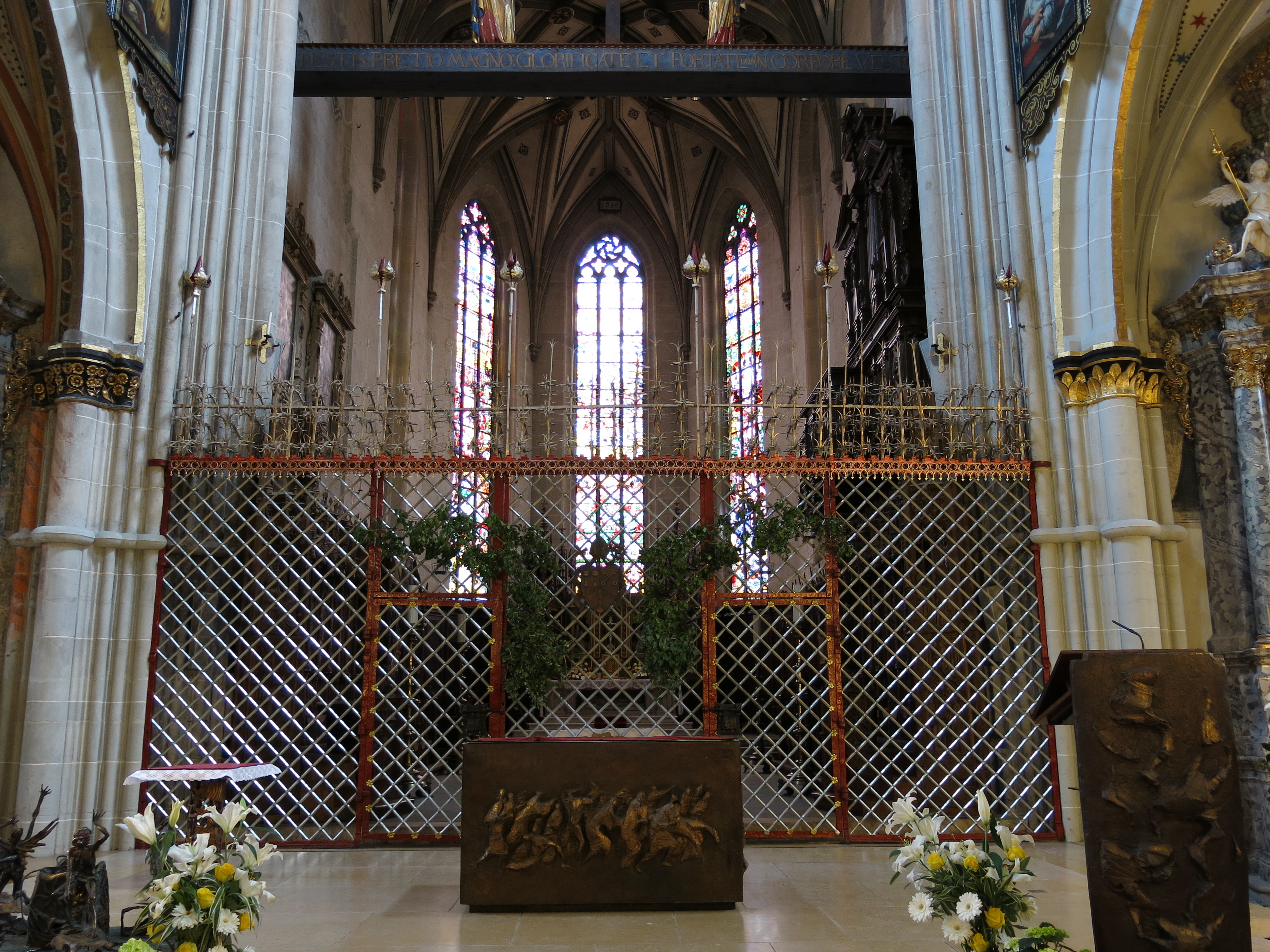
Schmiedeeisernes Chorgitter der St.-Nikolaus-Kathedrale in Freiburg

Zwischen 1464 und 1466 fertigte Ulrich Wagner das Chorgitter der Freiburger Kathedrale St. Nikolaus. Das schmiedeeiserne Gitter im spätgotischen Stil gilt als sein Hauptwerk und wird in den Kunstdenkmälern der Schweiz als das „schönste seiner Epoche“ bezeichnet.
Im Jahr 1472 reparierte Wagner eine Uhr im Auquartier, 1475 fertigte er eine solche für den Kirchturm der Freiburger Stadtkirche. 1477 setzte er ausserdem die 44 Kanonen der Stadt instand. Im Jahr 1480 soll er eine neue Uhr für das (1853 abgerissene) Jacquemart-Tor hergestellt haben. Laut den Rechnungen der Stadt stammte der dort erwähnte Ulrich Wagner jedoch aus Basel, eventuell handelt es sich also nur um einen Namensvetter.
Ulrich Wagner war verheiratet und Mitglied der Schmiedezunft.

## Die eiserne Hand

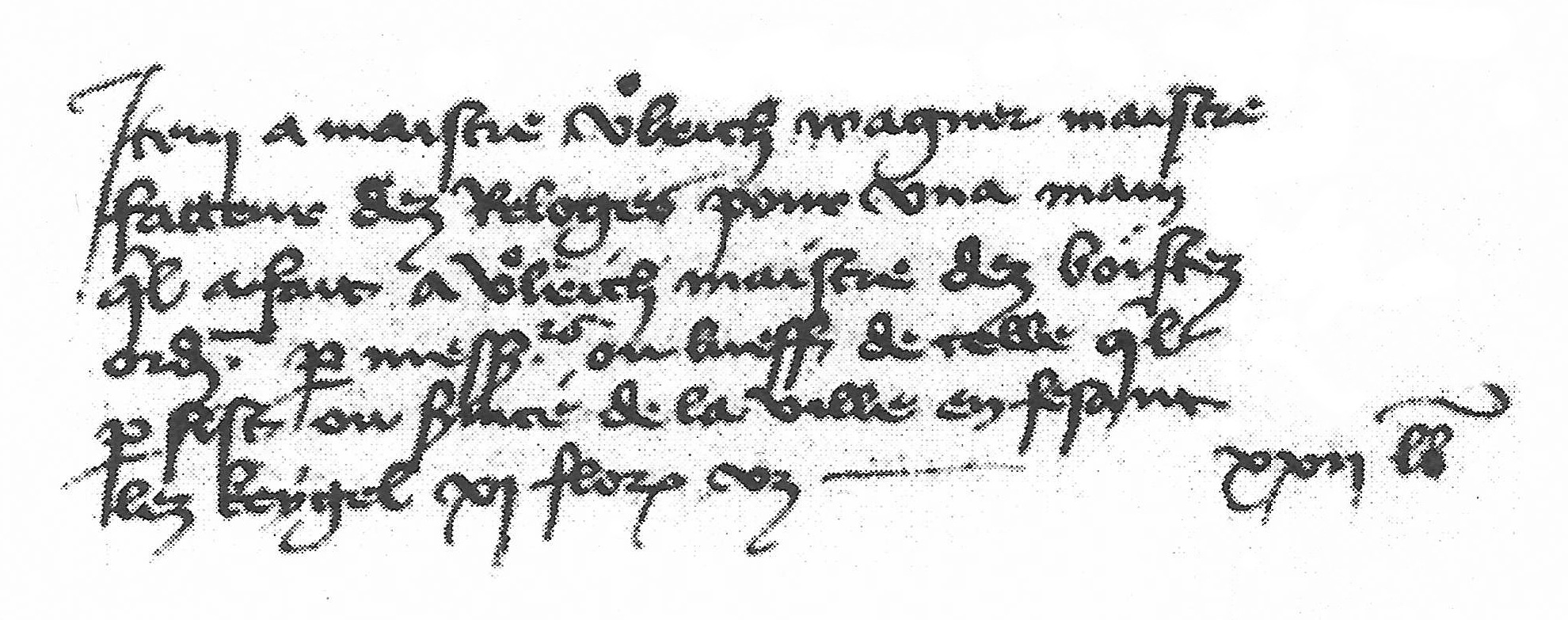
Säckelmeisterrechnung von 1476

Für den städtischen Büchsenmeister Ulrich Wyss, der seine Hand bei einem Unfall verloren hatte, fertigte Ulrich Wagner im Jahr 1476 eine eiserne Prothese an und erhielt dafür 11 Gulden beziehungsweise 22 Pfund. Die Rechnung des Rates der Stadt Freiburg ist die älteste urkundliche Erwähnung einer solchen Eisernen Hand:

„Item a maistre Ůlrich Wagner maistre facteur dez reloges pour una main quil a fait a Ůlrich maistre dez boitez ordonne par Messeigneurs ou luef de celle quil persist ou service de la ville en faisant les keygel 11 fl. = 22 lib.“

Wahrscheinlich handelt es sich um die heute im Museum für Kunst und Geschichte Freiburg (Musée d’art et d’histoire Fribourg) ausgestellte rechte Handprothese mit der Inventarnummer MAHF 7611. Sie wäre nach dem Tod ihres Trägers in den Besitz der Stadt gekommen, die sie ja in Auftrag gegeben hatte.
Bei dieser Kunsthand sind die vier Finger (ausser dem Daumen) zu einem einzelnen, im Grundgelenk beweglichen Fingerblock zusammengefasst. Diese Bauform ähnelt anderen frühen Eisernen Händen wie der Ersten Hand aus Florenz. Die Prothese besteht aus mehreren vernieteten beziehungsweise verschraubten Eisenblechen sowie dem innenliegenden Sperrklinkenmechanismus und wiegt 340 g, wobei der dorsale Gehäuseteil ebenso fehlt wie ein zur Befestigung dienender Armstulp, wie er beispielsweise bei der Altruppiner Hand erhalten ist.